# Katastralgemeinde Altenmarkt (Gemeinde Weitensfeld im Gurktal)
Die Katastralgemeinde Altenmarkt ist eine der sieben Katastralgemeinden der Gemeinde Weitensfeld im Gurktal im Bezirk St. Veit an der Glan in Kärnten. Sie hat eine Fläche von 2107,87 ha. Am 1. Jänner 2024 lebten 359 Personen in der Katastralgemeinde.
Die Katastralgemeinde gehört zum Sprengel des Vermessungsamtes Klagenfurt.

## Lage
Die Katastralgemeinde Altenmarkt liegt im Nordwesten der Gemeinde Weitensfeld, im Westen des Bezirks Sankt Veit an der Glan, linksseitig im Gurktal. Sie umfasst etwa die linke Seite des Zauchwinkelgrabens – greift im Oberlauf sowie im Bereich des Ortes Altenmarkt aber auch auf die rechte Seite über – und östlich davon einige kleinere zur Gurk entwässernde Gräben wie den Eisankgraben und den Andrägraben. Die Südgrenze verläuft entlang der Gurktal Straße.

## Ortschaften
Auf dem Gebiet der Katastralgemeinde Altenmarkt liegen die Ortschaften Altenmarkt, Mödritsch, Nassing, Sadin, St. Andrä, Steindorf, Tschriet und Zauchwinkel sowie Teile der Ortschaften Hafendorf, Kaindorf und Traming.
Am 1. April 2020 umfasste die Katastralgemeinde 148 Adressen.

## Vermessungsamt-Sprengel
Die Katastralgemeinde Altenmarkt gehört seit 1. Jänner 1998 zum Sprengel des Vermessungsamtes Klagenfurt. Davor war sie Teil des Sprengels des Vermessungsamtes St. Veit an der Glan.

## Geschichte
Ende des 18. Jahrhunderts wurden die Kärntner Steuergemeinden (später: Katastralgemeinden) gebildet und Steuerbezirken zugeordnet. Die Steuergemeinde Altenmarkt wurde Teil des Steuerbezirks Albeck.
Im Zuge der Reformen nach der Revolution 1848/49 wurden in Kärnten die Steuerbezirke aufgelöst und Ortsgemeinden (auch politische Gemeinden genannt) gebildet, die jeweils das Gebiet einer oder mehrerer Steuergemeinden umfassten. Die Katastralgemeinde Altenmarkt kam an die Ortsgemeinde Weitensfeld.
Die Größe der Katastralgemeinde Altenmarkt wurde im Jahr 1854 mit 3662 Österreichischen Joch und 360 Klaftern (ca. 2107 ha) angegeben; damals lebten 448 Personen auf dem Gebiet der Katastralgemeinde.
Bei der Kärntner Gemeindestrukturreform von 1973 kam die Katastralgemeinde Altenmarkt an die damals neu errichtete Gemeinde Weitensfeld-Flattnitz, bei deren Auflösung 1991 wieder zur Gemeinde Weitensfeld im Gurktal.
Die Katastralgemeinde Altenmarkt gehörte ab 1850 zum politischen Bezirk Sankt Veit an der Glan und zum Gerichtsbezirk Gurk. 1854 bis 1868 gehörte sie zum Gemischten Bezirk Gurk. Seit der Reform 1868 ist sie wieder Teil des politischen Bezirks Sankt Veit an der Glan, zunächst als Teil des Gerichtsbezirks Gurk, seit 1978 als Teil des Gerichtsbezirks St. Veit an der Glan.